# Rödstensbacken
Rödstensbacken är ett naturreservat i Umeå kommun i Västerbottens län.
Området är naturskyddat sedan 2015 och är 76 hektar stort. Reservatet omfattar ett flackt myrområde med flera öppna vattenspeglar, uppbrutet av gamla strandvallar och små kullar med sandtallskog.